# Parastrophius
Genre
Parastrophius est un genre d'araignées aranéomorphes de la famille des Thomisidae.

## Distribution
Les espèces de ce genre se rencontrent au Cameroun, en Guinée équatoriale et au Pakistan.

## Liste des espèces
Selon World Spider Catalog (version 18.0, 16/02/2017) :
- Parastrophius echinosoma Simon, 1903
- Parastrophius vishwai Dyal, 1935

## Publication originale
- Simon, 1903 : Descriptions de quelques genres nouveaux de l'ordre des Araneae. Bulletin de la Société entomologique de France, vol. 1903, p. 123-124 (texte intégral).